# San-Nicolao
San Nicolao é uma comuna francesa na região administrativa de Córsega, no departamento da Alta Córsega. Estende-se por uma área de 7,73 km². 